# 多人电子游戏

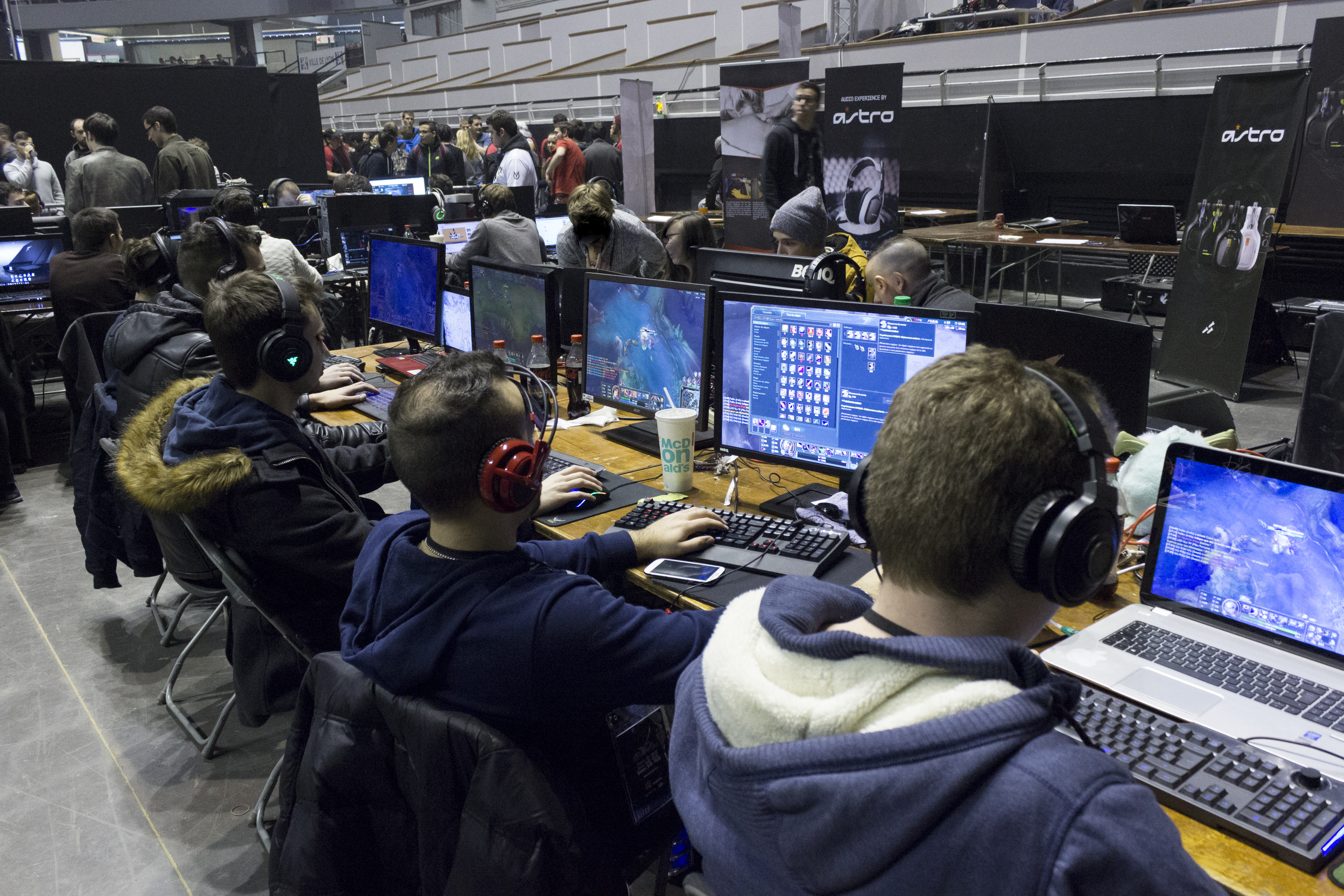
一場多人遊戲排隊

多人游戏是指多个玩家共同参与的游戏，是游戏的一种模式。大部分游戏都有单人游戏（单机游戏）与多人游戏两种模式。多人游戏的主要类型有多人角色扮演游戏，多人第一人称射击游戏，多人即时战略游戏，多人动作游戏等。
多人游戏的连线模式分为三种类型：
1. 玩家主机的P2P联机模式，比如流星蝴蝶劍.net、以及破解游戏（盗版）
2. 玩家进入公共服务器进行游戏，玩家资料由服务器储存的线上游戏（大陆称网络游戏），这类游戏有星际争霸，魔獸爭霸，使命召唤，战地，孤岛危机。
3. 可以在单人模式中开启局域网来与他人进行多人游戏，但仅限于连接同一局域网的玩家使用。

多人游戏一般情况下指非MMORPG类型的线上游戏，但严格意义上讲MMORPG也属于多人游戏。